# Orlík (hudební skupina)
Orlík je kultovní česká hudební skupina působící na přelomu 80. a 90. let 20. století. Jako jedna z prvních komerčních skinheads formací představila domácímu publiku styl Oi!. Svým úspěchem přispěla k popularizací subkultury skinheads v tehdejším Československu.
Nejvýraznější osobností byl frontman a zpěvák Daniel Landa.

## Charakteristika
Skupina se profilovala jako skinheadská, hrající Oi!. Vystupovala v klasické rockové sestavě el. kytara, baskytara, bicí, zpěv. Melodické písně inspirované anglickými klasiky Oi! scény z osmdesátých let daly spolu s Landovým charakteristickým vokálním projevem skupině originální, nezaměnitelný „sound“.
V textech se mísila kritika společenských poměrů s vlastenectvím, národovectvím a xenofobií. Silná kritika národnostních menšin hraničící s rasismem (Bílá liga) na jedné straně, vyhranění se proti fašismu (Faschos) na straně druhé. Podpora konzumace alkoholu (Pivečko) spolu s odsouzením tvrdých drog (Perník) je pro tuto subkulturu již tradiční. Charakteristické pro tvorbu Orlíku jsou však odkazy na husitské hnutí a husitské války, jako příklad významného období českých dějin, sjednocení společnosti a válečných úspěchů.
Skupina se sice bránila přílišné medializaci, faktem zůstává, že se jedná o první skinheadskou hudební skupinu v Česku, která se z totalitního undergroundu stala „přes noc“ mainstreamovou. Pod tehdejším vydavatelstvím Monitor (dnes Warner Music CR) vydala 2 komerčně úspěšná alba, na všech dobových nosičích, za jejichž prodejnost získala skupina zlatou desku. Umisťovala se také v dobových hitparádách.
Díky své oblibě značně zpopularizovala subkulturu skinheads, zejména na české straně federace. Skinheadi věrní myšlenkovému odkazu Orlíku se nazývají (z odkazu na husitství) kališníci.

## Historie kapely
Členové:
- Daniel Landa (zpěv)
- Jan Limburský (předtím Adolf Vitáček) (bicí)
- Jakub Maleček (předtím Šimon Budský) (baskytara)
- David Matásek (předtím Petr Štěpánek) (kytara)

Vznikla v roce 1988 transformací hardcorové kapely F.A.S. (Fetální alkoholový syndrom) na styl Oi!. Brzy po přetransformování kapely F.A.S. v Orlík přivedl Daniel Landa do kapely Davida Matáska (kytara).
1. července 1989 samovolně opustil kapelu kvůli hraní v kapelách Wanastowi Vjecy a Plexis Adolf Vitáček, kterého nahradil Jan Limburský. Odešli i Šimon Budský a Petr Štěpánek. Šimona nahradil Jakub Maleček. Sestava se ustálila a už se nezměnila až do rozpadu kapely v roce 1991.
Daniel Landa se pustil na sólovou dráhu a později se vyjádřil v tom smyslu, že v době své účasti v kapele byl mladý a nerozvážný. David Matásek pokračoval v herecké kariéře (Básníci, Redakce, Letiště a Přešlapy).

## Diskografie
dema:
- Demo Nulka – 1989

kompilace:
- Rebelie – Punk'n'Oi! – 1990- písně Skinhead, Karel G. mit uns, Viktorka Žižkov
- Skin's songs vol. I – 1992 – písně Práče (Live Sokolov 1989), Boty (Live Bzenec 29. 6. 1991?), Dudy (Live Bzenec 1991)

alba:
- Oi! – 1990
- Demise – 1991

video:
- Videoklip k písni Čech, který vznikl výhradně pro dokument švédské televize o skinheads – 1990 [5]
- Dokument Live in Bzenec, obsahující částečný záznam rockového open-air koncertu v moravském Bzenci – 1991 [6]